# Шуто, Пьер
Пьер Шуто (фр. Pierre Chouteau; 19 января 1789 — 6 сентября 1865), также известный как Пьер Шуто-младший — американский торговец пушниной, являлся членом богатой и влиятельной креольской семьи Шуто. 

## Биография
Пьер Шуто родился в городе Сент-Луисе, который тогда принадлежал Испании. Его отцом был Жан-Пьер Шуто, один из первых поселенцев города, а матерью Пелажи Кирсеро. Одним из его братьев был Огюст-Пьер Шуто, основатель торговых постов на территории современного штата Оклахома. Сводным братом, родившимся после того, как его отец женился на Брижит Сосье, был Франсуа Шуто, который основал торговый пост и был одним из первых поселенцев Канзас-Сити.
В юности Пьер помогал отцу в его деле и уже в возрасте 15 лет торговал с осейджами. Став немного старше, он, вплоть до начала англо-американской войны, управлял свинцовыми шахтами в окрестностях города Дубьюка. В 1827 году Пьер поступил на службу в Американскую меховую компанию и вместе с Бернардом Праттом, начал использовать пароходы для доставки грузов по реке Миссури
В 1834 году Пратт и Шуто купили все акции компании на Миссури и через четыре года реорганизовали её в Pierre Chouteau, Jr. and Company. Другая часть компании Джона Джейкоба Астора перешла к Рэмзи Круксу, который сохранил за ней прежнее название. В 1847 году Пьер основал форт Бентон на территории современном округе Шоуто, как последний пункт торговли мехами в верховьях Миссури. Изначально Шуто поставлял бобровые меха, но к 1850 году начал закупать бизоньи шкуры. Он также инвестировал значительные средства в строительство железных дорог и горнодобывающую промышленность.
В 1864 компания Шуто распалась, а через год, в возрасте 76 лет, он скончался в Сент-Луисе.

## Память
Округ Шоуто в штате Монтана, как и одноимённый город в соседнем округе Титон, были названы в его честь. Столица Южной Дакоты также названа в честь Пьера Шуто, чьё имя местные жители (преимущественно выходцы из Германии и Скандинавии) произносили как Пирр.